# Erzbistum Rossano-Cariati
Das Erzbistum Rossano-Cariati (lat.: Archidioecesis Rossanensis-Cariatensis, ital.: Arcidiocesi di Rossano-Cariati) ist eine in Italien gelegene römisch-katholische Erzdiözese mit Sitz in Rossano (Gemeinde Corigliano-Rossano).

## Geschichte
Zu Beginn des 10. Jahrhunderts ist das Bistum Rossano als Suffragan von Reggio Calabria belegt. Aus der Vita des Heiligen Nilus von Rossano, die zu Beginn des 11. Jahrhunderts verfasst wurde, erfahren wir, dass zu dieser Zeit bereits Erzbischöfe in Rossano residierten. Auf der Synode von Melfi 1089 unterwarf sich der griechische Erzbischof Romanus dem Papst Urban II. Der Versuch Roger Borsas, des normannischen Herzogs von Apulien, nach dem Tod des Romanus 1093 in Rossano einen lateinischen Prälaten einzusetzen, scheiterte am Widerstand der Bevölkerung, der griechische Ritus blieb bis 1461 in Gebrauch.   Allerdings waren seit der Mitte des 14. Jahrhunderts die Bischöfe vorwiegend Lateiner, wenn auch teilweise aus Kalabrien. Als romunmittelbare Metropole ohne Suffragane ist Rossano im Liber censuum verzeichnet.
Am 27. Juni 1818 wurden die Bistümer Cerenzia, Strongoli und Umbriatico durch die Bulle De utiliori von Pius VII. abgeschafft, und ihre Territorien wurden dem Bistum Cariati angegliedert.
Dem Erzbistum Rossano wurde am 4. April 1979 durch Papst Johannes Paul II. mit der Apostolischen Konstitution Quo aptius das Bistum Cariati angegliedert. Allerdings wurden die Gebiete der früheren Bistümer Cerenzia, Strongoli und Umbriatico wieder abgetrennt und dem Bistum Crotone angegliedert. Am 30. September 1986 wurde das Erzbistum Rossano und Cariati durch die Kongregation für die Bischöfe mit dem Dekret Instantibus votis in Erzbistum Rossano-Cariati umbenannt. Das Erzbistum Rossano-Cariati wurde am 30. Januar 2001 dem Erzbistum Cosenza-Bisignano als Suffraganbistum unterstellt.